# Pic de Salibarri
El Pic de Salibarri és una muntanya de 2.611 metres que es troba entre els municipis de Lladorre, a la comarca del Pallars Sobirà i l'Arieja a França.